# Sunnemo
Sunnemo est une localité de Suède dans la commune de Hagfors située dans le comté de Värmland.
Sa population était de 295 habitants en 2019.